# Aspinwall (Iowa)
Aspinwall es una ciudad situada en el condado de Crawford, en el estado de Iowa, Estados Unidos. Según el censo de 2000 tenía una población de 58 habitantes.

## Geografía
Según la Oficina del Censo de los Estados Unidos, la localidad tiene un área total de 0,26 km², la totalidad de los cuales corresponden a tierra firme.

## Demografía
Según el censo de 2000, había 58 personas, 23 hogares y 18 familias residiendo en la localidad. La densidad de población era de 225,82 hab./km². Había 25 viviendas con una densidad media de 96,5 viviendas/km². El 100,0% de los habitantes eran blancos. 
Según el censo, de los 23 hogares, en el 30,4% había menores de 18 años, el 65,2% pertenecía a parejas casadas, el 4,3% tenía a una mujer como cabeza de familia, y el 17,4% no eran familias. El 17,4% de los hogares estaba compuesto por un único individuo, y el 4,3% pertenecía a alguien mayor de 65 años viviendo solo. El tamaño promedio de los hogares era de 2,52 personas, y el de las familias de 2,79.
La población estaba distribuida en un 22,4% de habitantes menores de 18 años, un 8,6% entre 18 y 24 años, un 20,7% de 25 a 44, un 31,0% de 45 a 64, y un 17,2% de 65 años o mayores. La media de edad era 44 años. Por cada 100 mujeres había 114,8 hombres. Por cada 100 mujeres de 18 años o más, había 114,3 hombres.
Los ingresos medios por hogar en la localidad eran de 26.786 dólares ($), y los ingresos medios por familia eran 41.250 $. Los hombres tenían unos ingresos medios de 38.750 $ frente a los 24.375 $ para las mujeres. La renta per cápita para la ciudad era de 19.835 $. Ningún habitante de esta localidad estaba por debajo del umbral de pobreza. 